# Herrarnas diskus vid världsmästerskapen i friidrott 2022
Herrarnas diskus vid världsmästerskapen i friidrott 2022 avgjordes mellan den 17 och 19 juli 2022 på Hayward Field i Eugene i USA.
Slovenska Kristjan Čeh tog guld efter ett kast på 71,13 meter, vilket blev ett nytt mästerskapsrekord. Silvret togs av litauiska Mykolas Alekna och bronset togs av hans landsman Andrius Gudžius.

## Rekord
Innan tävlingens start fanns följande rekord:
| Rekord                                         | Idrottare               | Distans | Plats                        | Datum          |
| ---------------------------------------------- | ----------------------- | ------- | ---------------------------- | -------------- |
| Världsrekord                                   | Jürgen Schult (GDR)     | 74,08 m | Neubrandenburg, Östtyskland  | 6 juni 1986    |
| Mästerskapsrekord                              | Virgilijus Alekna (LTU) | 70,17 m | Helsingfors, Finland         | 7 augusti 2005 |
| Världsårsbästa                                 | Daniel Ståhl (SWE)      | 71,47 m | Uppsala, Sverige             | 21 juni 2022   |
| Afrikanskt rekord                              | Frantz Kruger (RSA)     | 70,32 m | Salon-de-Provence, Frankrike | 26 maj 2002    |
| Asiatiskt rekord                               | Ehsan Hadadi (IRI)      | 69,32 m | Tallinn, Estland             | 3 juni 2008    |
| Nord-, centralamerikanskt och karibiskt rekord | Ben Plucknett (USA)     | 71,32 m | Eugene, USA                  | 4 juni 1983    |
| Sydamerikanskt rekord                          | Mauricio Ortega (COL)   | 70,29 m | Lovelhe, Portugal            | 22 juli 2020   |
| Europeiskt rekord                              | Jürgen Schult (GDR)     | 74,08 m | Neubrandenburg, Östtyskland  | 6 juni 1986    |
| Oceaniskt rekord                               | Benn Harradine (AUS)    | 68,20 m | Townsville, Australien       | 10 maj 2013    |

## Program
Alla tider är lokal tid (UTC−7).
| Datum   | Tid   | Omgång |
| ------- | ----- | ------ |
| 17 juli | 17:05 | Kval   |
| 19 juli | 18:33 | Final  |

## Resultat

### Kval
Kvalregler: Kast på minst 66,00 meter 0Q0 eller de 12 friidrottare med längst kast 0q0 gick vidare till finalen.
| Placering | Grupp | Namn                | Nationalitet   | Omgång  | Omgång  | Omgång  | Distans            | Noteringar |
| Placering | Grupp | Namn                | Nationalitet   | 1       | 2       | 3       | Distans            | Noteringar |
| --------- | ----- | ------------------- | -------------- | ------- | ------- | ------- | ------------------ | ---------- |
| 1         | A     | Mykolas Alekna      | Litauen        | 65,78 m | 68,91 m |         | 68,91 m            | 0Q0        |
| 2         | A     | Kristjan Čeh        | Slovenien      | 68,23 m |         |         | 68,23 m            | 0Q0        |
| 3         | A     | Simon Pettersson    | Sverige        | 63,71 m | 68,11 m |         | 68,11 m            | 0Q0, 0SB0  |
| 4         | A     | Matthew Denny       | Australien     | 64,89 m | 66,98 m |         | 66,98 m            | 0Q0        |
| 5         | B     | Andrius Gudžius     | Litauen        | 64,21 m | 66,60 m |         | 66,60 m            | 0Q0        |
| 6         | B     | Lukas Weißhaidinger | Österrike      | 66,51 m |         |         | 66,51 m            | 0Q0        |
| 7         | B     | Daniel Ståhl        | Sverige        | x       | 65,95 m | x       | 65,95 m            | 0q0        |
| 8         | A     | Sam Mattis          | USA            | 61.87   | 65,59 m | 62,30 m | 65,59 m            | 0q0        |
| 9         | A     | Alin Firfirică      | Rumänien       | 59,48 m | 64,14 m | 65,54 m | 65,54 m            | 0q0, 0SB0  |
| 10        | B     | Fedrick Dacres      | Jamaica        | 58,87 m | 63,36 m | 64,49 m | 64,49 m            | 0q0        |
| 11        | A     | Traves Smikle       | Jamaica        | 64,21 m | 63,16 m | x       | 64,21 m            | 0q0        |
| 12        | A     | Alex Rose           | Samoa          | 63,11 m | 64,14 m | 63,97 m | 64,14 m            | 0q0        |
| 13        | A     | Lawrence Okoye      | Storbritannien | 63,57 m | x       | 59,89 m | 63,57 m            |            |
| 14        | B     | Nicholas Percy      | Storbritannien | 58,30 m | 62,90 m | 63,20 m | 63,20 m            |            |
| 15        | A     | Marek Bárta         | Tjeckien       | 62,90 m | 61,58 m | 56,68 m | 62,90 m            |            |
| 16        | A     | Apostolos Parellis  | Cypern         | 62,46 m | 61,32 m | 61,27 m | 62,46 m            |            |
| 17        | B     | Martin Wierig       | Tyskland       | 60,52 m | 60,86 m | 62,28 m | 62,28 m            |            |
| 18        | B     | Andrew Evans        | USA            | 59,31 m | 62,20 m | 62,18 m | 62,20 m            |            |
| 19        | B     | Henrik Janssen      | Tyskland       | 61,85 m | 60,30 m | 60,36 m | 61,85 m            |            |
| 20        | B     | Claudio Romero      | Chile          | 61,69 m | x       | x       | 61,69 m            |            |
| 21        | B     | Philip Milanov      | Belgien        | x       | 61,22 m | 61,47 m | 61,47 m            |            |
| 22        | B     | Mario Díaz          | Kuba           | 57,72 m | 58,35 m | 60,83 m | 60,83 m            |            |
| 23        | B     | Martin Marković     | Kroatien       | x       | 57,74 m | 60,59 m | 60,59 m            |            |
| 24        | B     | Victor Hogan        | Sydafrika      | 60,51 m | x       | 59,83 m | 60,51 m            |            |
| 25        | A     | Chad Wright         | Jamaica        | 59,14 m | x       | 60,31 m | 60,31 m            |            |
| 26        | B     | Mauricio Ortega     | Colombia       | 59,47 m | x       | 59,91 m | 59,91 m            |            |
| 27        | A     | Werner Visser       | Sydafrika      | 58,44 m | x       | x       | 58,44 m            |            |
| 28        | B     | Brian Williams      | USA            | x       | 56,40 m | 58,25 m | 58,25 m            |            |
| 29        | A     | Torben Brandt       | Tyskland       | 54,11 m | 53,42 m | x       | 54,11 m            |            |
|           | B     | Lucas Nervi         | Chile          | x       | x       | x       | Inget giltigt kast |            |

### Final
Finalen startade den 19 juli klockan 18:36.
| Placering | Namn                | Nationalitet | Omgång  | Omgång  | Omgång  | Omgång  | Omgång  | Omgång  | Distans | Noteringar |
| Placering | Namn                | Nationalitet | 1       | 2       | 3       | 4       | 5       | 6       | Distans | Noteringar |
| --------- | ------------------- | ------------ | ------- | ------- | ------- | ------- | ------- | ------- | ------- | ---------- |
| 1         | Kristjan Čeh        | Slovenien    | 65,27 m | 69,02 m | 71,13 m | 68,95 m | 70,51 m | 67,57 m | 71,13 m | 0MR0       |
| 2         | Mykolas Alekna      | Litauen      | 66,64 m | 67,87 m | 67,28 m | 69,27 m | x       | x       | 69,27 m |            |
| 3         | Andrius Gudžius     | Litauen      | 67,31 m | 66,06 m | x       | 67,55 m | x       | x       | 67,55 m |            |
| 4         | Daniel Ståhl        | Sverige      | 66,59 m | 65,99 m | x       | 65,39 m | 67,10 m | 66,86 m | 67,10 m |            |
| 5         | Simon Pettersson    | Sverige      | x       | 67,00 m | x       | x       | x       | x       | 67,00 m |            |
| 6         | Matthew Denny       | Australien   | 61,55 m | 65,50 m | 66,29 m | 65,56 m | 65,49 m | 66,47 m | 66,47 m |            |
| 7         | Alin Firfirică      | Rumänien     | 65,10 m | 63,80 m | 62,58 m | x       | x       | 65,57 m | 65,57 m | 0SB0       |
| 8         | Alex Rose           | Samoa        | 65,57 m | 64,17 m | 63,41 m | 62,78 m | x       | 61,16 m | 65,57 m |            |
| 9         | Fedrick Dacres      | Jamaica      | 64,85 m | 63,25 m | 64,79 m |         |         |         | 64,85 m |            |
| 10        | Lukas Weißhaidinger | Österrike    | 61,72 m | 63,98 m | 62,45 m |         |         |         | 63,98 m |            |
| 11        | Sam Mattis          | USA          | 60,89 m | 63,19 m | 62,82 m |         |         |         | 63,19 m |            |
| 12        | Traves Smikle       | Jamaica      | x       | 62,23 m | x       |         |         |         | 62,23 m |            |